# Arthur Vanderstuyft
Arthur Vanderstuyft (ur. 23 grudnia 1883 w Essen, zm. 6 maja 1956 w Borgerhout) – belgijski kolarz torowy i szosowy, trzykrotny medalista torowych mistrzostw świata.

## Kariera
Pierwszy sukces w karierze Arthur Vanderstuyft osiągnął w 1901 roku, kiedy zdobył brązowy medal w wyścigu ze startu wspólnego podczas szosowych mistrzostw Belgii. Dwa lata później w tej samej konkurencji był najlepszy, a w 1904 roku zdobył brązowy medal w wyścigu ze startu zatrzymanego zawodowców na torowych mistrzostwach świata w Londynie. W zawodach tych wyprzedzili go jedynie Amerykanin Robert Walthour oraz Francuz César Simar. Kolejny medal zdobył na mistrzostwach świata w Genewie, gdzie wyścig ze startu zatrzymanego zakończył na drugiej pozycji, ulegając tylko Francuzowi Louisowi Darragonowi. Ostatni medal zdobył podczas mistrzostw świata w Berlinie w 1908 roku, gdzie w tej samej konkurencji wyprzedzili go tylko Szwajcar Fritz Ryser oraz Włoch Eugenio Bruni. Łącznie zdobył osiem medali mistrzostw kraju, zarówno w kolarstwie torowym jak i szosowym, w tym trzy złote. Oprócz medali mistrzostw Belgii jego największym sukcesem w kolarstwie szosowym był zwycięstwo w belgijskim GP de l'Indépendance w 1905 roku. Nigdy również nie wystąpił na igrzyskach olimpijskich.
Jego brat Léon również był kolarzem.